# ふたつの宿題
「ふたつの宿題」は、日本のシンガーソングライター・大江千里の楽曲である。1983年12月1日に3作目のシングルとして発売された。

## 解説
2ndアルバム『Pleasure』にB面『恋せよシルビア』と共に収録。
後に8cmCDシングルで1989年10月21日に再発売された。

## 収録曲
全曲 作詞・作曲：大江千里、編曲：大村憲司
1. ふたつの宿題
大江曰く「コードとか構成とか全く考えて作ってなかった」とのことで、淡路島の公開録音後に泰葉から「どういうコードになってるの？」と尋ねられて「ウッとつまってしまった」というエピソードが残っている[1]。
2. 恋せよシルビア

## 収録アルバム
ふたつの宿題
- Pleasure
- Sloppy Joe
- 2000 JOE
- GOLDEN☆BEST 大江千里
- Senri Oe Singles

恋せよシルビア
- Pleasure